# Che cavolo mi combini papà?!!
Che cavolo mi combini papà?!! (Tout feu tout flamme) è un film del 1982 diretto da Jean-Paul Rappeneau.